# Bulbophyllum barbigerum
Bulbophyllum barbigerum (tên tiếng Anh là Bearded Bulbophyllum) là một loài phong lan có thể có ở Myanma (Miến Điện), Đông Nam Á. Trong tiếng Miến Điện, người ta gọi là "hoa Tha Zin".
 Tư liệu liên quan tới Bulbophyllum barbigerum tại Wikimedia Commons

## Hình ảnh

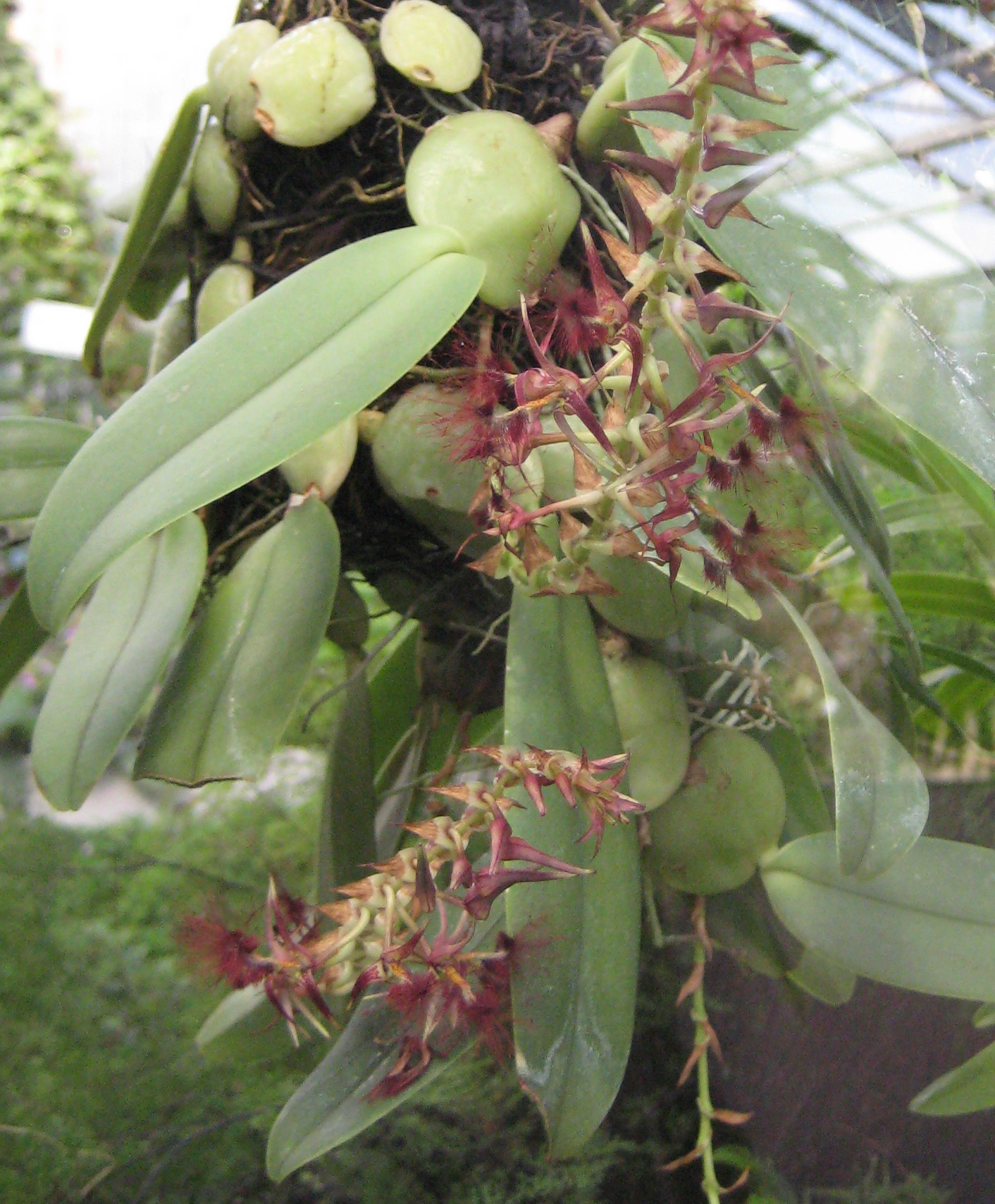